# Trichoplites
Trichoplites is een geslacht van vlinders van de familie spanners (Geometridae), uit de onderfamilie Larentiinae.

## Soorten
- T. albimaculosa Inoue, 1978
- T. cuprearia Moore, 1867
- T. ingressa Prout, 1939
- T. lateritiata Moore, 1888
- T. latifasciaria Leech, 1897
- T. moupinata Poujade, 1896
- T. tryphema Prout, 1934